# جاءبیت
اجابیت یک روستا در ایران است که در استان مازندران واقع شده‌است. جاءبیت ۴٬۷۶۸ نفر جمعیت دارد و ۱٬۳۷۲ متر بالاتر از سطح دریا واقع شده‌است.